# Petrotilapia nigra
Petrotilapia nigra är en fiskart som beskrevs av Marsh, 1983. Petrotilapia nigra ingår i släktet Petrotilapia och familjen Cichlidae. IUCN kategoriserar arten globalt som sårbar. Inga underarter finns listade i Catalogue of Life.